# Бухарий, Садриддин Салим
Садриддин Салим Бухарий (Садриддин Салимов) (узб. Sadriddin Salim Buxoriy; 16 сентября 1946, Бухара, Узбекская ССР — 10 марта 2010, Бухара, Узбекистан) — узбекский писатель, поэт, публицист, историк, переводчик. Он является сценаристом телевизионных художественных фильмов. Он перевел с немецкого языка на узбекский язык «Западно-восточный диван» Иоганна Вольфганга фон Гете. Он занимался исследованием учения Накшбандия.
В разные годы работал преподавателем Бухарского государственного университета, руководителем Центра духовности и просветительства Бухарской области. С 2001 года и до конца жизни работал главным редактором издательства «Бухара», а также был членом Союза писателей Узбекистана.

## Биография
Садриддин Салимов родился 16 сентября 1946 года в интелигентной семье в Чопбоз-гузар Бухарской области. В 1967—1972 годах учился на факультете немецкого языка Бухарского педагогического института (ныне Бухарский государственный университет). Затем работал на кафедре «иностранных языков» этого института и много лет преподавал немецкий язык. В 1997—1999 годах возглавлял Центр духовности и просветительства Бухарской области. С 2001 года и до конца жизни работал главным редактором издательства «Бухара».
Садриддин Салим Бухари скончался 10 марта 2010 года в Бухаре от тяжелого сердечного приступа.

## Творчество
Садриддин Салим Бухари написал несколько поэтических сборников:
- «Мой лебедь»
- «Моя птица-самец» (1979)
- «Человек света» (1983)
- «Шарф» (1988)
- «Бухара пришла в Бухару» (1999)
- «Дурдоналар» (2005).

Он также написал несколько исторических и просветительских книг (Бахоуддин Накшбанд или Семь Пиров, Три Святых, Хазрат Абу Кафс Кабир, Двести семьдесят семь Пиров, Хазрат Бахауддин Накшбанд, Хазрат Кабул. Ахбар Вали. Он автор сценария пятисерийного телефильма «Имам аль-Бухари», сценария фильмов «Абу Хафс Кабир» и «Ходжай Джахон».
Садриддин Салим Бухари перевел на узбекский язык «Западно-восточный диван» Гёте, «Орифнома» Ходжи Арифа Ревгари, «Макомати Шахи Накшбанд» Мухаммада Бакира, «Макомати Саид Мир Кулол» Ходжи Шахобиддина.

## Награды
- Орден «Мехнат шухрати»
- Орден «Фидокорона хизматлари учун»